# Team Abt Sportsline
A Team Abt Sportsline é uma equipe privada alemã de automobilismo da Abt Sportsline GmbH. Como parte da área de negócios da Abt Motorsport, a Team  Abt Sportsline está atualmente ativa em três projetos no automobilismo: Deutsche Tourenwagen Masters (DTM), Campeonato Mundial de Fórmula E da FIA e corrida de 24 Horas de Nürburgring.
Depois de participar de uma corrida de motocicleta, o fundador da empresa, Johann Abt, iniciou sua carreira profissional e a carreira de esportes a motor da empresa em geral. A equipe está sediada em Kempten, Alemanha e seu chefe de equipe é Hans-Jürgen Abt. Com a equipe de corrida e suas operações sendo gerenciadas pelo diretor geral da Abt Sportsline, Thomas Biermaier, e pelo diretor da Abt Motorsport, Martin Tomczyk. A Abt Sportsline tem uma longa e bem sucedida história no automobilismo. Entre 2004 e 2020, sob o nome Audi Sport Team Abt Sportsline, foi uma das equipes oficiais da fábrica da Audi e competiu sob a bandeira Audi Sport no DTM de 2004 até 2020, desde 2021, a companhia compete no DTM como Team Abt Sportsline ou apenas Abt Sportsline. A Abt já ganhou vários campeonatos nas mais importantes categorias de corridas da Alemanha, como o Super Touring Car Cup (1999), Deutsche Tourenwagen Masters (2002, 2004, 2007, 2008 e 2009) e ADAC GT Masters (títulos em 2009 e 2010). O ano mais bem sucedido da Abt Sportsline no automobilismo foi 2009, recebendo honras em três categorias de corridas de uma só vez: o DTM com Timo Scheider, o ADAC GT Masters com Christian Abt e o ADAC Formel Masters com Daniel Abt.
A partir de 2014, a equipe também passou a participar da Fórmula E com a equipe ABT Schaeffler Audi Sport, seu chefe de equipe também era Hans-Jürgen Abt. Em outubro de 2016, todas as atividades de Fórmula E foram terceirizadas para a recém-fundada "Abt Formel E GmbH", que era uma subsidiária integral da Abt Sportsline. Esta empresa foi totalmente adquirida pela Audi em julho de 2017, com a equipe sendo renomeada para Audi Sport ABT Schaeffler, mas as operações de corrida continuaram sendo supervisionadas pelo Abt Sportsline. Após passar uma temporada longe da categoria, devida a retirada da Audi no final da temporada de 2020–21, a Abt anunciou seu retorno a disputa da Fórmula E a partir da temporada de 2022–23 com sua equipe sendo denominada ABT CUPRA Formula E Team. Porém, após a Abt formar uma parceria para utilizar trens de força fabricados pela Lola Cars e Yamaha a partir da temporada de 2024–25, em novembro de 2024, foi divulgado que a Lola havia adquirido a propriedade da licença de entrada da Fórmula E da equipe, que foi rebatizada como Lola Yamaha ABT Formula E Team, mas com a Abt permanecendo como o operador da mesma.

## Fórmula E
A Abt Sportsline participa da Fórmula E como proprietário, ou operador de equipe, desde a sua temporada inaugural, quando a companhia de tuning fundou uma equipe em 2014 para participar da categoria sob a bandeira Audi Sport e sendo denominada Audi Sport ABT Formula E Team, mas com a equipe sendo totalmente integrada na Team Abt Sportsline e sediada em Kempten, na Alemanha. Para a disputa da primeira temporada, a equipe contratou o piloto brasileiro Lucas Di Grassi, que havia disputado a temporada de 2010 da Fórmula 1, e o filho do proprietário da Abt, vindo da GP2 Series, Daniel Abt. A equipe alcançou com Di Grassi, a primeira vitória da história da categoria no ePrix de Pequim de 2014. Di Grassi conquistou seis pódios, incluindo duas vitórias e permaneceu na briga até o ePrix de Berlim, quando foi desclassificado da corrida (que havia vencido) por conta de uma irregularidade técnica. No final do campeonato, a equipe ficou em terceiro lugar atrás da Team e.dams Renault e da Dragon Racing.

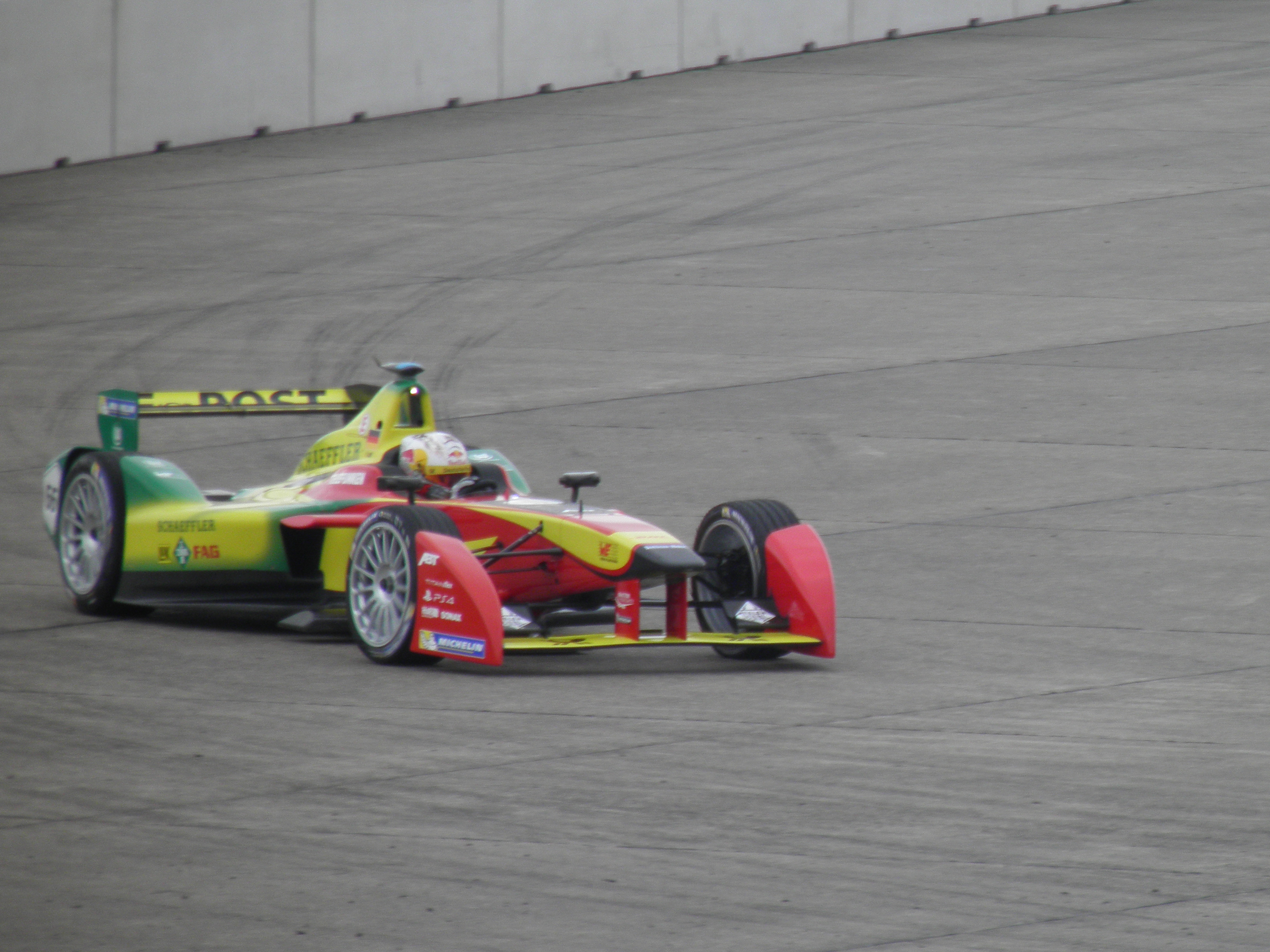
Daniel Abt no ePrix de Berlim de 2015.

Para a temporada de 2015–16, a equipe manteve os pilotos da temporada anterior. A partir desta temporada as equipes receberam a permissão para desenvolver seus próprios trens de força, com isso, a Abt estabeleceu uma parceria com a Schaeffler para projetar e fabricar seus trens de força, com a equipe passando a se denominar ABT Schaeffler Audi Sport e levando para a pista o ABT Schaeffler FE01 de três marchas. O monoposto provou ser a segunda força na pista, ficando atrás apenas da Renault e.dams. Com Di Grassi vencendo três corridas, além de conquistar quatro pódios e terminar em segundo no Campeonato de Pilotos, perdendo o título para o suíço Sebastien Buemi por apenas dois pontos. Daniel Abt terminou em sétimo com um total de três pódios.
Em outubro de 2016, todas as atividades de Fórmula E da Abt Sportsline que estava integrada na Team Abt Sportsline foram transferidas para uma empresa recém-fundada chamada "Abt Formel E GmbH", que era uma subsidiária integral da Abt Sportsline, e liderada por Hans-Jürgen Abt.
Para a temporada de 2016–17, a ABT Schaeffler Audi Sport manteve novamente os pilotos da temporada anterior. Mesmo com uma vitória a menos que na temporada anterior, a equipe voltou a terminar em segundo lugar na classificação do Campeonato de Equipes, com Di Grassi conquistando o título de pilotos contra Buemi, com ele alcançando duas vitórias e sete pódios, enquanto Abt terminou em oitavo sem conquistar nenhum pódio.

Logotipo da equipe na época de sua parceria com a Audi.

A equipe já era patrocinada pela Audi desde sua criação e, posteriormente, a montadora alemã intensificou a parceria com aporte financeiro e técnico, culminando com o anúncio feito pela Audi, em 7 de julho de 2017, que ela havia adquirido a Abt Formel E GmbH e, assim, assumindo o controle total da ABT Schaeffler Audi Sport a partir da temporada de 2017–18 — que começou em 2 de dezembro em Hong Kong — e, a renomeação da equipe para Audi Sport ABT Schaeffler, para refletir o maior envolvimente da Audi na equipe. Com Allan McNish assumindo o cargo de chefe da equipe. Porém, a parceria entre as duas empresas continuou para além da temporada de 2017–18, com a equipe sendo coordenado in loco nos ePrixs pelo pessoal da Abt, mas com a montadora comandando as ações do time por completo.
Na temporada de 2017–18, a Audi faz sua entrada oficial como equipe de fábrica na categoria, com o trem de força passando a ser produzido oficialmente pela própria Audi. Após um início de temporada difícil, com Di Grassi ficando sem somar pontos nas quatro primeiras corridas, com o piloto conseguindo se recuperando nas etapas seguintes e, com sete pódios consecutivos no final da temporada (sendo duas vitórias), ele conseguiu alcançar o segundo lugar na classificação final, ficando somente atrás do campeão Jean-Éric Vergne. Por outro lado, Daniel Abt alcançou as suas únicas duas vitórias na Fórmula E nesta temporada. Assim, a Audi Sport ABT Schaeffler conquistou quatro vitórias, com a equipe conquistando o seu primeiro título do Campeonato de Equipes, com uma pequena margem de dois pontos sobre a Techeetah.

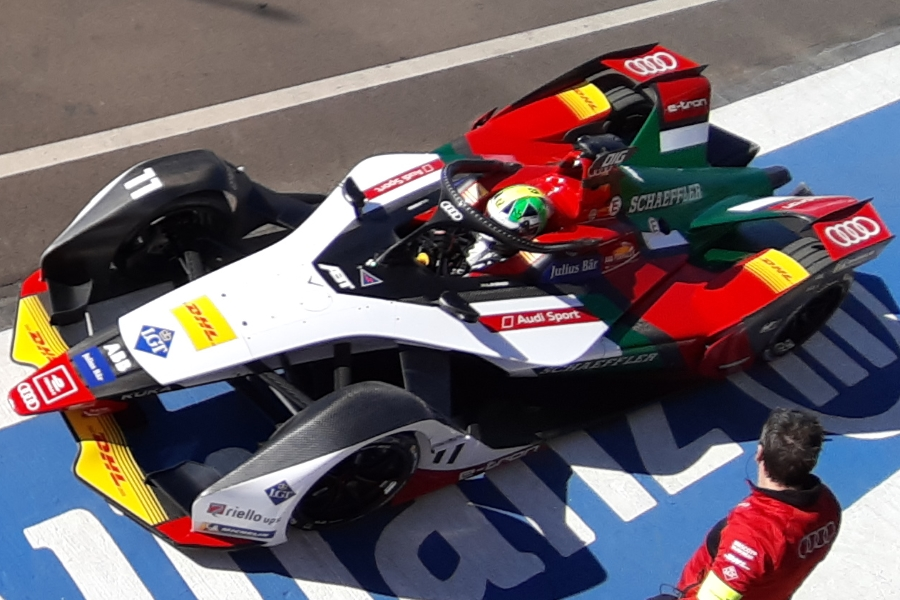
Lucas Di Grassi no ePrix de Marraquexe de 2019.

Em 21 de setembro de 2018, foi anunciado que a Audi passaria a fornecer trens de força para a equipe Envision Virgin Racing a partir da temporada de 2018–19.
Para a temporada de 2019–20, a Audi confirmou mais uma vez sua dupla de pilotos que defendia a equipe desde a temporada inaugural da Fórmula E, mas posteriormente Daniel Abt foi substituído por René Rast nas seis corridas do ePrix de Berlim de 2020 devido a um episódio polêmico envolvendo o piloto titular da equipe. A Audi Sport ABT Schaeffler terminou a temporada na sexta posição na classificação do Campeonato de Equipes e com três pódios gerais, dos quais dois foram alcançados por Lucas Di Grassi, um na segunda corrida do ePrix de Daria e o outro na segunda corrida do ePrix de Berlim, e um de Rast, que, também em Berlim, terminou em terceiro na quinta corrida.
Em 30 de novembro de 2020, a Audi anunciou que iria deixar a Fórmula E após o término da temporada de 2020–21. Entretanto, a montadora confirmou que honraria seu compromisso e permaneceria fornecendo trens de força para sua equipe cliente, a Envision Racing, na temporada de 2021–22.

Logotipo da equipe na época de sua parceria com a Cupra.

Após passar uma temporada longe da categoria, devida a retirada da Audi, em 4 de maio de 2022, a Abt Sportsline anunciou seu retorno ao grid da Fórmula E sem o apoio da montadora alemã na temporada de 2022–23. No dia 9 de dezembro do mesmo ano, a ABT anunciou a colaboração com a marca espanhola Cupra (que pertence a SEAT), que se tornou o patrocinador título da equipe, com a mesma passando a se denominar ABT CUPRA Formula E Team, a Abt Sportsline já havia feito uma parceria com a Cupra para entrar na categoria de corridas fora de estrada elétrica, a Extreme E, em 2021 com a equipe Abt Cupra XE. Em julho de 2022, a equipe assinou um contrato de múltiplos anos para utilizar trens de força da Mahindra a partir da temporada de 2022–23.

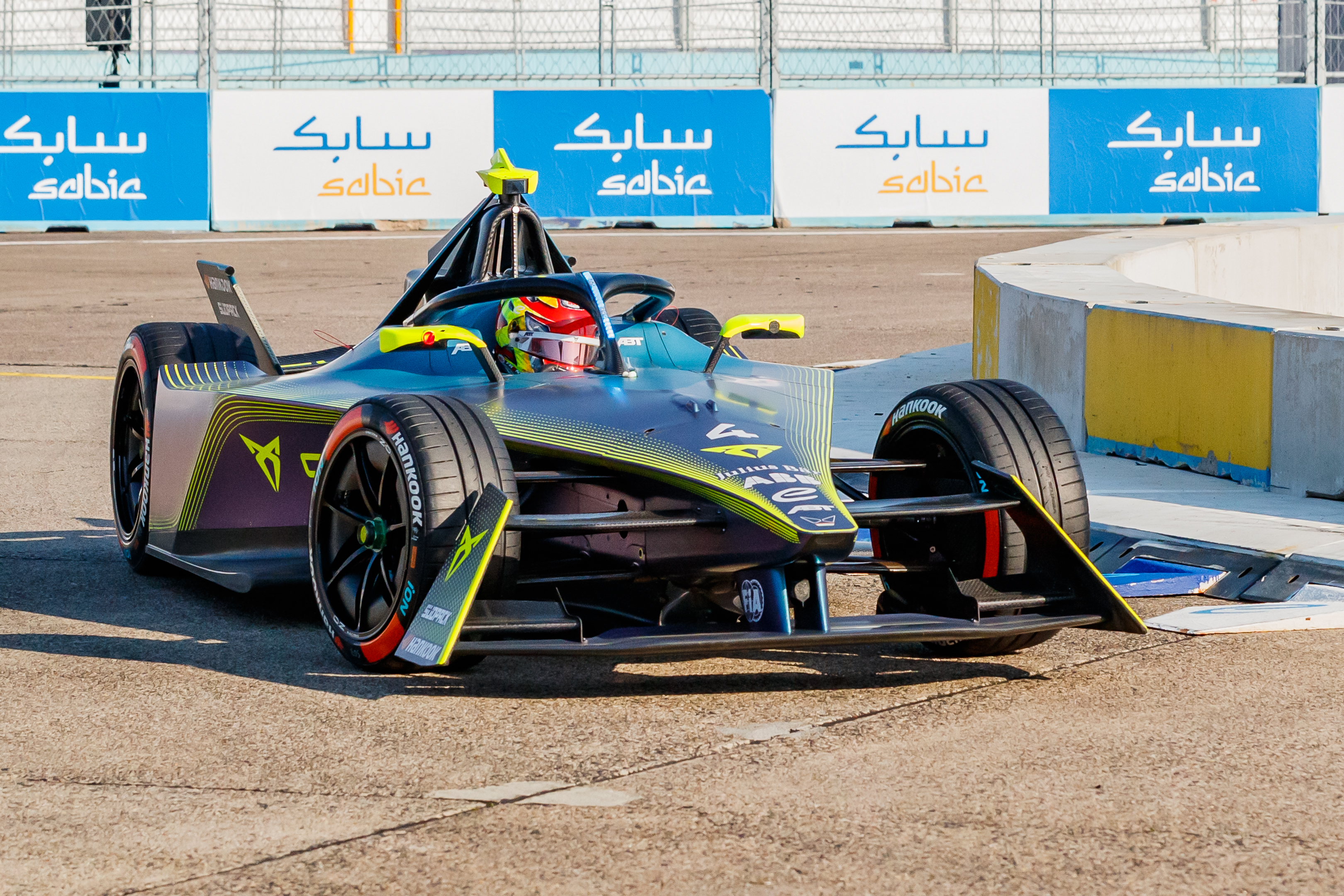
Robin Frijns no ePrix de Berlim de 2023.

Em agosto de 2022, a ABT CUPRA anunciou que havia assinado com os pilotos Robin Frijns e Nico Müller como pilotos para a disputa da temporada de 2022–23. Porém, após Frijns sofrer uma lesão na mão no ePrix da Cidade do México, Kelvin van der Linde foi chamado para substituí-lo a partir da etapa de Daria. Com Frijns retornando no ePrix de São Paulo.
Para a disputa da temporada de 2023–24, a equipe manteve Müller e trouxe Lucas Di Grassi de volta, com o piloto brasileiro substituindo Frijns que havia retornado para a equipe Envision Racing.

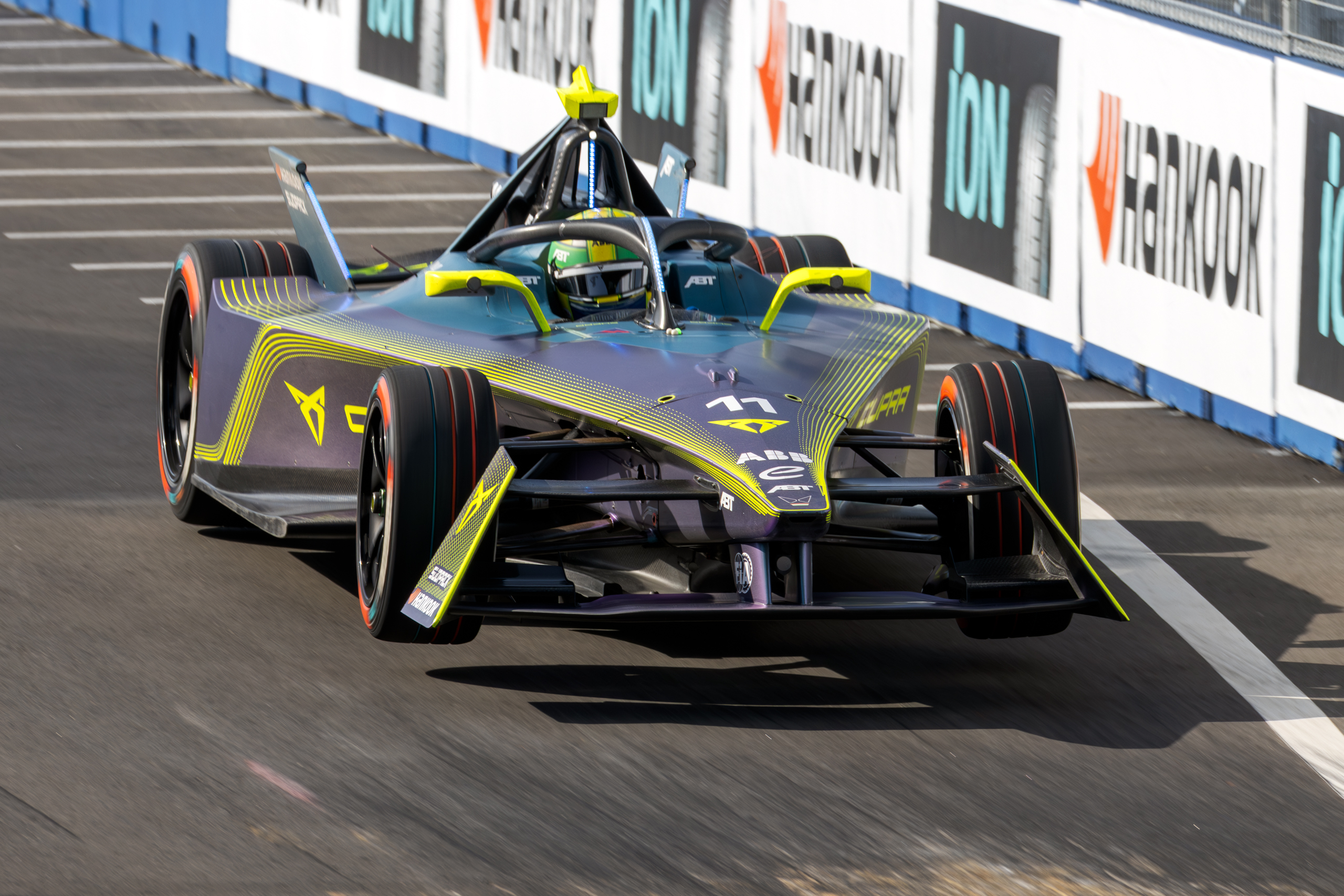
Lucas Di Grassi no ePrix de Tóquio de 2024.

Em janeiro de 2024, a ABT e a Mahindra confirmaram a rescisão do contrato de fornecimento para a temporada de 2024–25 da Fórmula E. E, em abril, foi anunciado que a equipe iria utilizar trens de força fabricados pela Lola Cars e Yamaha, que formaram uma parceria técnica para ingressar na Fórmula E como fabricante na temporada de 2024–25. Com a equipe sendo renomeada para Lola Yamaha ABT Formula E Team A equipe manteve Di Grassi e substituiu Müller por Zane Maloney para a disputa da temporada de 2024-25.
Em novembro do mesmo ano, foi divulgado que a Lola Cars havia adquirido a propriedade da licença de entrada da Fórmula E da equipe Lola Yamaha ABT Formula E Team, que era de propriedade da Abt Sportsline, mas com a Abt permanecendo como o operador da equipe.

## Resultados

### Fórmula E
(legenda) (resultados em negrito indicam pole position; resultados em itálico indicam volta mais rápida)
| Ano     | Nome                                     | Chassi        | Trem de força       | Pneu | N.° | Piloto               | 1   | 2   | 3   | 4   | 5   | 6   | 7   | 8   | 9   | 10  | 11  | 12  | 13  | 14  | 15  | 16  | 17 | Pontos da Equipe | Pos. da Equipe |
| ------- | ---------------------------------------- | ------------- | ------------------- | ---- | --- | -------------------- | --- | --- | --- | --- | --- | --- | --- | --- | --- | --- | --- | --- | --- | --- | --- | --- | -- | ---------------- | -------------- |
| 2014–15 | Audi Sport ABT Formula E Team            | Spark SRT01-e | SRT01-e             | M    |     |                      | PEQ | PUT | PDE | BNA | MIA | LBH | MON | BER | MSC | LON | LON |     |     |     |     |     |    | 165              | 3º             |
| 2014–15 | Audi Sport ABT Formula E Team            | Spark SRT01-e | SRT01-e             | M    | 11  | Lucas Di Grassi      | 1   | 2   | 3   | Ret | 9   | 3   | 2   | DSQ | 2   | 4   | 6   |     |     |     |     |     |    | 165              | 3º             |
| 2014–15 | Audi Sport ABT Formula E Team            | Spark SRT01-e | SRT01-e             | M    | 66  | Daniel Abt           | 10  | 10  | 15  | 13† | 3   | 15  | Ret | 14  | 5   | Ret | 11  |     |     |     |     |     |    | 165              | 3º             |
| 2015–16 | ABT Schaeffler Audi Sport                | Spark SRT01-e | ABT Schaeffler FE01 | M    |     |                      | PEQ | PUT | PDE | BNA | MEX | LBH | PAR | BER | LON | LON |     |     |     |     |     |     |    | 221              | 2º             |
| 2015–16 | ABT Schaeffler Audi Sport                | Spark SRT01-e | ABT Schaeffler FE01 | M    | 11  | Lucas Di Grassi      | 2   | 1   | 2   | 3   | DSQ | 1   | 1   | 3   | 4   | Ret |     |     |     |     |     |     |    | 221              | 2º             |
| 2015–16 | ABT Schaeffler Audi Sport                | Spark SRT01-e | ABT Schaeffler FE01 | M    | 66  | Daniel Abt           | 11  | 7   | 8   | 13  | 7   | 3   | 10  | 2   | Ret | 2   |     |     |     |     |     |     |    | 221              | 2º             |
| 2016–17 | ABT Schaeffler Audi Sport                | Spark SRT01-e | ABT Schaeffler FE02 | M    |     |                      | HKG | MAR | BNA | MEX | MON | PAR | BER | BER | NIQ | NIQ | MTR | MTR |     |     |     |     |    | 248              | 2º             |
| 2016–17 | ABT Schaeffler Audi Sport                | Spark SRT01-e | ABT Schaeffler FE02 | M    | 11  | Lucas Di Grassi      | 2   | 5   | 3   | 1   | 2   | Ret | 2   | 3   | 4   | 5   | 1   | 7   |     |     |     |     |    | 248              | 2º             |
| 2016–17 | ABT Schaeffler Audi Sport                | Spark SRT01-e | ABT Schaeffler FE02 | M    | 66  | Daniel Abt           | Ret | 6   | 7   | 7   | 7   | 13  | 6   | 4   | 14  | Ret | 4   | 6   |     |     |     |     |    | 248              | 2º             |
| 2017–18 | Audi Sport ABT Schaeffler                | Spark SRT01-e | Audi e-tron FE04    | M    |     |                      | HKG | HKG | MAR | SAN | MEX | PDE | ROM | PAR | BER | ZUR | NIQ | NIQ |     |     |     |     |    | 264              | 1°             |
| 2017–18 | Audi Sport ABT Schaeffler                | Spark SRT01-e | Audi e-tron FE04    | M    | 1   | Lucas Di Grassi      | 17  | 14  | Ret | Ret | 9   | 2   | 2   | 2   | 2   | 1   | 1   | 2   |     |     |     |     |    | 264              | 1°             |
| 2017–18 | Audi Sport ABT Schaeffler                | Spark SRT01-e | Audi e-tron FE04    | M    | 66  | Daniel Abt           | 5   | DSQ | 5   | Ret | 1   | 14  | 4   | 7   | 1   | 13  | 2   | 3   |     |     |     |     |    | 264              | 1°             |
| 2018–19 | Audi Sport ABT Schaeffler Formula E Team | Spark SRT05e  | Audi e-tron FE05    | M    |     |                      | DAR | MAR | SAN | MEX | HKG | SNY | ROM | PAR | MON | BER | SUI | NIQ | NIQ |     |     |     |    | 203              | 2°             |
| 2018–19 | Audi Sport ABT Schaeffler Formula E Team | Spark SRT05e  | Audi e-tron FE05    | M    | 11  | Lucas Di Grassi      | 9   | 7   | 12  | 1   | 2   | 15† | 7   | 4   | Ret | 1   | 9   | 5   | 18† |     |     |     |    | 203              | 2°             |
| 2018–19 | Audi Sport ABT Schaeffler Formula E Team | Spark SRT05e  | Audi e-tron FE05    | M    | 66  | Daniel Abt           | 8   | 10  | 3   | 10  | 4   | 5   | 18† | 3   | 15  | 6   | 6   | 6   | 5   |     |     |     |    | 203              | 2°             |
| 2019–20 | Audi Sport ABT Schaeffler Formula E Team | Spark SRT05e  | Audi e-tron FE06    | M    |     |                      | DAR | DAR | SAN | MEX | MAR | BER | BER | BER | BER | BER | BER |     |     |     |     |     |    | 114              | 6°             |
| 2019–20 | Audi Sport ABT Schaeffler Formula E Team | Spark SRT05e  | Audi e-tron FE06    | M    | 11  | Lucas Di Grassi      | 13  | 2   | 7   | 6   | 7   | 8   | 3   | 8   | 6   | 21  | 6   |     |     |     |     |     |    | 114              | 6°             |
| 2019–20 | Audi Sport ABT Schaeffler Formula E Team | Spark SRT05e  | Audi e-tron FE06    | M    | 66  | Daniel Abt           | Ret | 6   | 14  | Ret | 14  |     |     |     |     |     |     |     |     |     |     |     |    | 114              | 6°             |
| 2019–20 | Audi Sport ABT Schaeffler Formula E Team | Spark SRT05e  | Audi e-tron FE06    | M    | 66  | René Rast            |     |     |     |     |     | 10  | 13  | Ret | 16  | 3G  | 4   |     |     |     |     |     |    | 114              | 6°             |
| 2020–21 | Audi Sport ABT Schaeffler                | Spark SRT05e  | Audi e-tron FE07    | M    |     |                      | DAR | DAR | ROM | ROM | VAL | VAL | MON | PUE | PUE | NIO | NIO | LON | LON | BER | BER |     |    | 165              | 4°             |
| 2020–21 | Audi Sport ABT Schaeffler                | Spark SRT05e  | Audi e-tron FE07    | M    | 11  | Lucas Di Grassi      | 9   | 8   | Ret | Ret | 7   | 10  | 10  | 1   | 18  | 3   | 14  | 6   | DSQ | 1   | 20  |     |    | 165              | 4°             |
| 2020–21 | Audi Sport ABT Schaeffler                | Spark SRT05e  | Audi e-tron FE07    | M    | 33  | René Rast            | 4   | 17  | 6   | Ret | 5   | 6   | Ret | 2   | 10  | 10  | 20  | 5   | Ret | 9   | 9   |     |    | 165              | 4°             |
| 2022–23 | ABT CUPRA Formula E Team                 | Spark Gen3    | Mahindra M9Electro  | H    |     |                      | MEX | DAR | DAR | HAI | CCB | SPL | BER | BER | MON | JAC | JAC | PRT | ROM | ROM | LON | LON |    | 21               | 11º            |
| 2022–23 | ABT CUPRA Formula E Team                 | Spark Gen3    | Mahindra M9Electro  | H    | 4   | Robin Frijns         | Ret |     |     |     |     | 14  | 14  | 17  | 13  | 9   | 13  | 10  | Ret | Ret | Ret | 17  |    | 21               | 11º            |
| 2022–23 | ABT CUPRA Formula E Team                 | Spark Gen3    | Mahindra M9Electro  | H    | 4   | Kelvin van der Linde |     | 16  | 18  | Ret | WD  |     |     |     |     |     |     |     |     |     |     |     |    | 21               | 11º            |
| 2022–23 | ABT CUPRA Formula E Team                 | Spark Gen3    | Mahindra M9Electro  | H    | 51  | Nico Müller          | 14  | Ret | Ret | 11  | WD  | Ret | 15  | 9   | Ret | 11  | 12  | Ret | 6   | 10  | Ret | 8   |    | 21               | 11º            |
| 2023–24 | ABT CUPRA Formula E Team                 | Spark Gen3    | Mahindra M9Electro  | H    |     |                      | MEX | DAR | DAR | SPL | TOQ | MIS | MIS | MON | BER | BER | XAN | XAN | PRT | PRT | LON | LON |    | 56               | 9º             |
| 2023–24 | ABT CUPRA Formula E Team                 | Spark Gen3    | Mahindra M9Electro  | H    | 11  | Lucas Di Grassi      | Ret | 19  | 17  | 13  | Ret | 10  | 12  | 11  | Ret | 11  | 10  | 19  | 11  | 17  | 11  | 9   |    | 56               | 9º             |
| 2023–24 | ABT CUPRA Formula E Team                 | Spark Gen3    | Mahindra M9Electro  | H    | 51  | Nico Müller          | 17  | 18  | 13  | Ret | 7   | 11  | 4   | Ret | 11  | 15  | 15  | 15  | 5   | 6   | 6   | 6   |    | 56               | 9º             |
| 2024–25 | Lola Yamaha ABT Formula E Team           | Spark Gen3    | Lola-Yamaha T001    | H    |     |                      | SPL | MEX | GID | GID | MIA | MON | MON | TOQ | TOQ | XAN | XAN | JAC | BER | BER | LON | LON |    | 0*               | º*             |
| 2024–25 | Lola Yamaha ABT Formula E Team           | Spark Gen3    | Lola-Yamaha T001    | H    | 11  | Lucas Di Grassi      |     |     |     |     |     |     |     |     |     |     |     |     |     |     |     |     |    | 0*               | º*             |
| 2024–25 | Lola Yamaha ABT Formula E Team           | Spark Gen3    | Lola-Yamaha T001    | H    | 22  | Zane Maloney         |     |     |     |     |     |     |     |     |     |     |     |     |     |     |     |     |    | 0*               | º*             |

Notas
* Temporada ainda em andamento.
† – Não completaram a prova, mas foram classificados, pois concluíram 90% da prova.
G – Volta mais rápida na fase de grupos da classificação.